# Cordovan

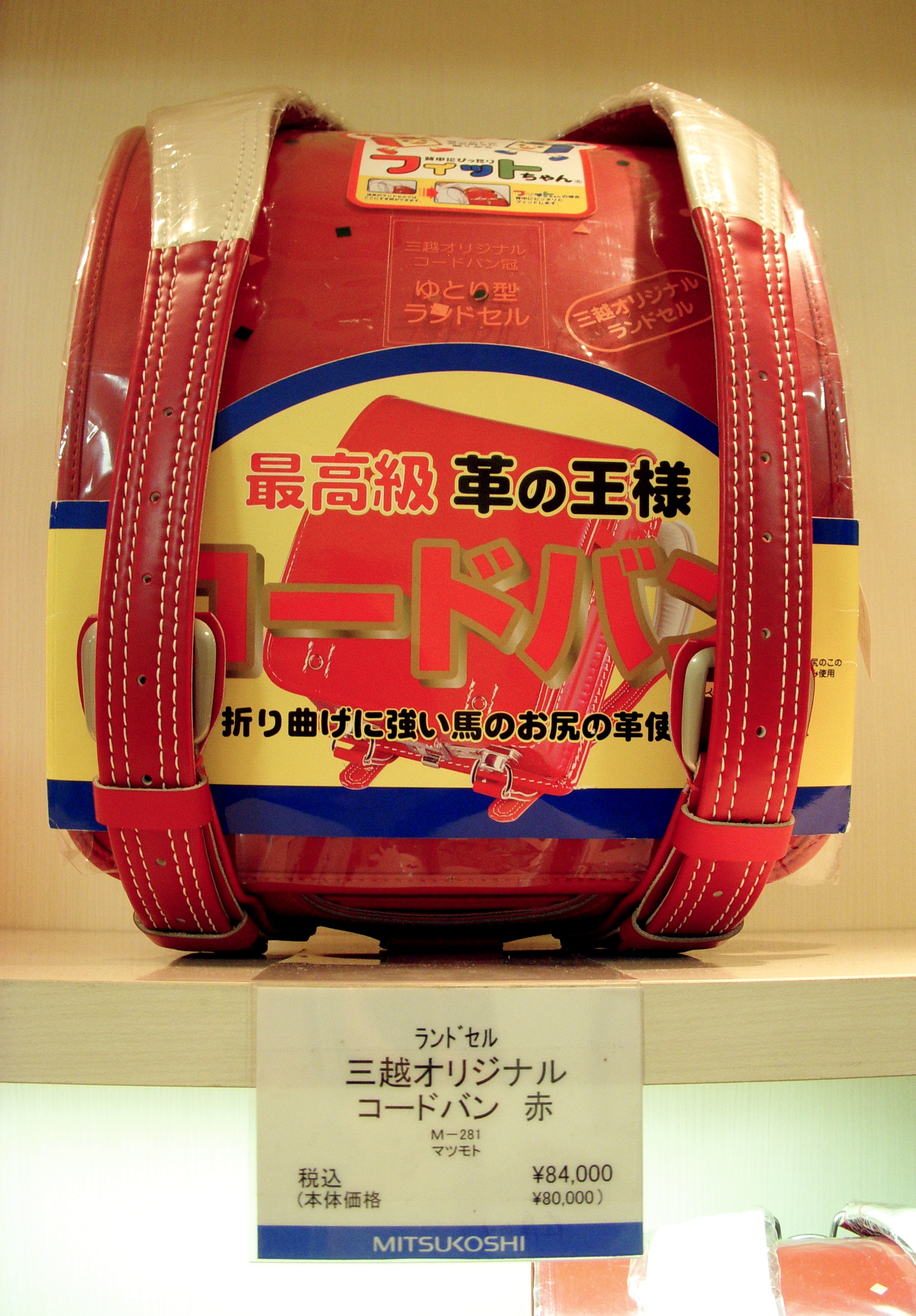
Randoseru

Le cordovan est un type de cuir, d'aspect brillant et souvent de couleur brun-rouge, réalisé à partir de peaux de chevaux. Ce cuir est principalement utilisé par le secteur de la chaussure, notamment aux États-Unis. Il est également très utilisé pour l'affûtage des rasoirs droits (également appelés coupe-choux, ou rasoirs de cow-boy), car son grain extrêmement fin (8000µ) permet un poli du fil d'une extrême finesse.
La production de cordovan est notamment une spécialité de la tannerie Horween (en) de Chicago. 

## Étymologie
Le terme cordovan, comme celui de cordonnier, est étymologiquement lié à la ville de Cordoue bien que cette cité soit historiquement plus spécialisée dans la production de cuirs de chevreau ou de mouton destinés à la reliure ou la malletterie.